# Nuraghe Diana
Le nuraghe Diana est un nuraghe situé dans la commune de Quartu Sant'Elena, dans la ville métropolitaine de Cagliari, en Sardaigne, en Italie. C'est un cas de nuraghe côtier. Il est daté du IIe millénaire av. J.-C. (Âge du bronze).

## Description

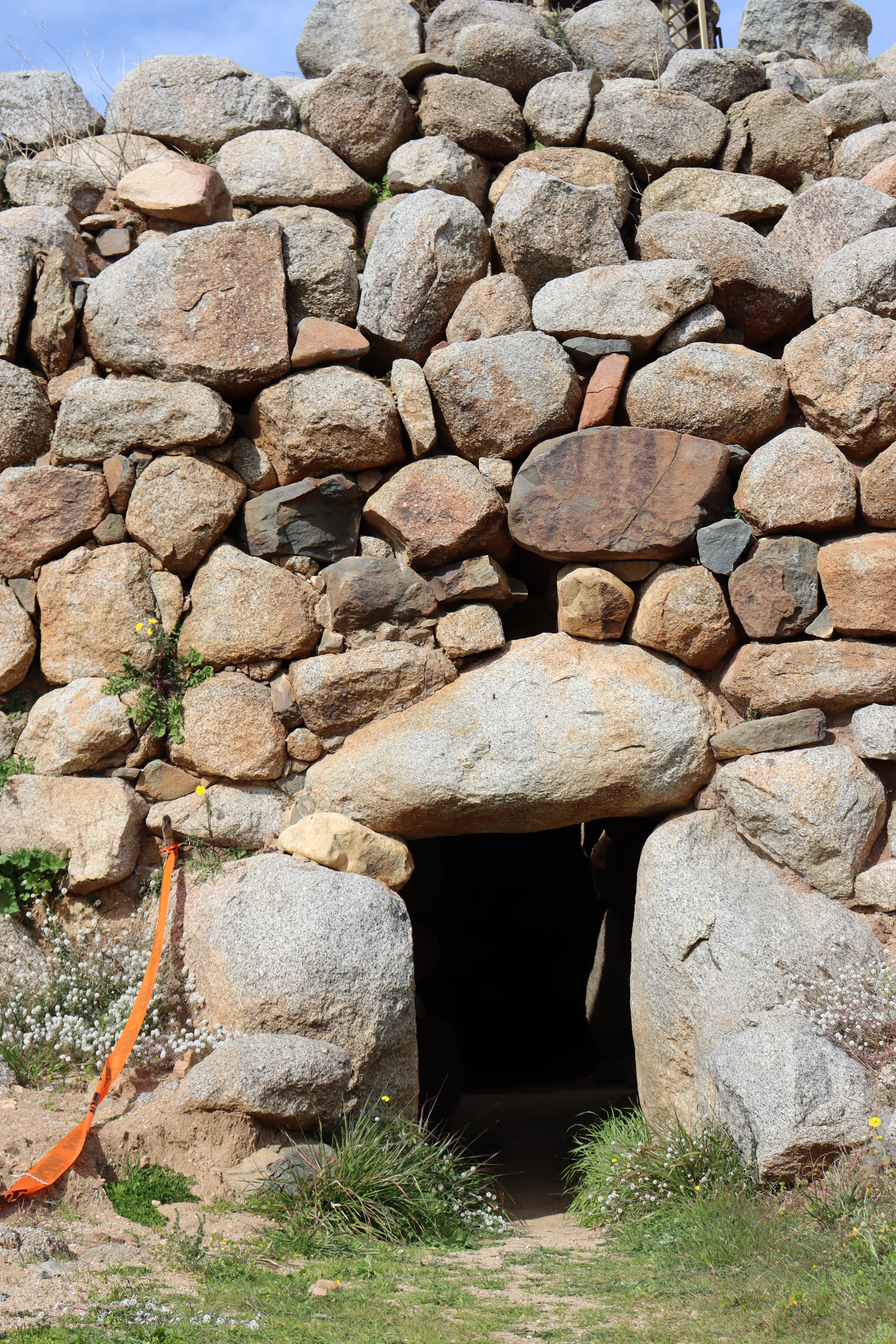
Entrée sud du nuraghe Diana

La colline d'Is Mortorius où a été érigé le nuraghe Diana offre une large vue sur le golfe de Cagliari.
Le nuraghe est d'un type complexe à trois lobes, avec une tour centrale couronnée d'un toit en tholos et deux autres tours entourées d'une courtine.

## Historique
L'avocat Luigi Rossi Vitelli, secrétaire de la commune de Quartu Sant'Elena, a écrit en 1878 une monographie historique et statistique de sa commune où il évoque le nuraghe Diana :

« Di antica costruzione non rimangono che alcuni ruderi di antichi nuraghi, e fra questi avanzi di ciclopiche, o pelasgiche costruzioni, possiamo solo menzionare il Nuraghe Diana, detto nel paese Nuraxjanna per la sua particolare costruzione interna diversa assai dagli altri, e per un sotterraneo  ivi esistente: esso viene specialmente illustrato da tutti gli archeologi che scrissero sulle sarde antichità, l'Abate Angius nel fascicolo 5 della Biblioteca Sarda lo chiama il magnifico Nuraghejanna di Quarto: esso è situato a circa 10 Kilometri da Quarto, fu molto danneggiato, e quasi intieramente distrutto, in questi ultimi anni e gran parte del granito di cui era costruito fu trasportato a Cagliari per il lastrico della città. »

— Rossi Vitelli, p. 97-98.
Durant la Seconde Guerre mondiale, une position militaire fut aménagée au sommet de la tour principale.

## Alentours
Le nuraghe se trouve au milieu du maquis méditerranéen, avec ses nombreuses espèces protégées, comme Juniperus phoenicea, Olea europaea var. sylvestris (Mill.) Lehr, Phillyrea L. et Cystus L..

## Galerie

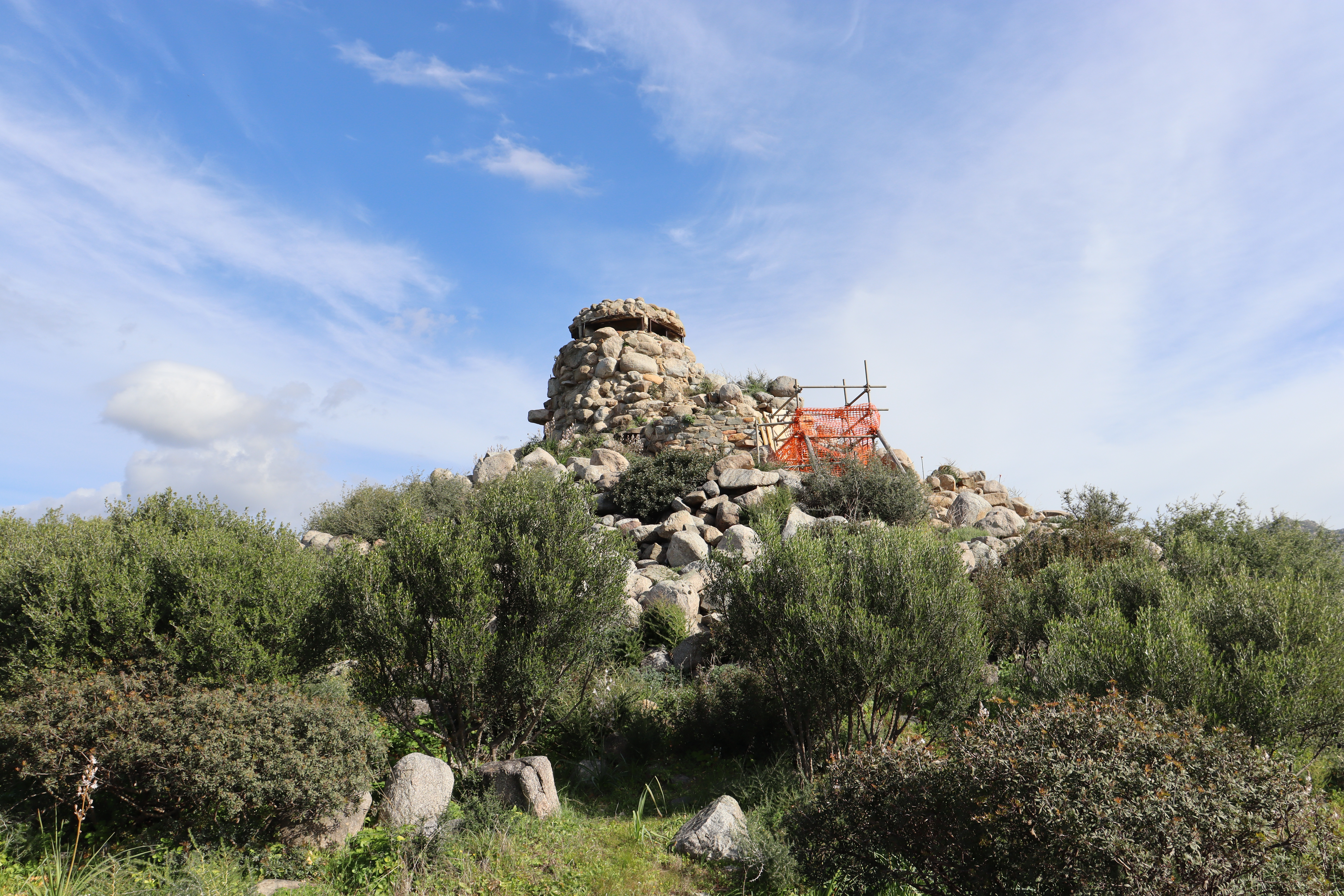
Le nuraghe Diana vu de l'ouest
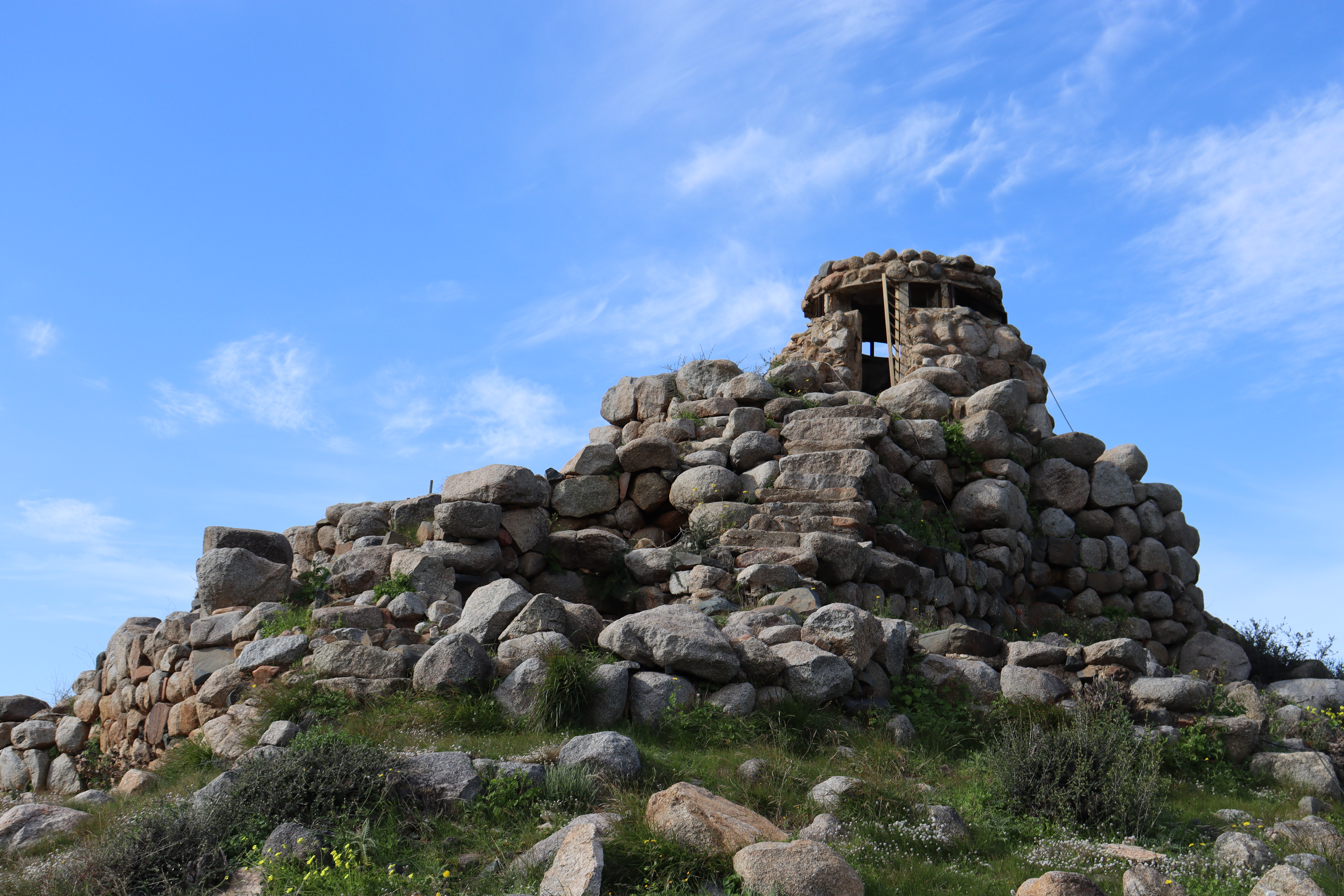
Le nuraghe Diana vu du sud-est
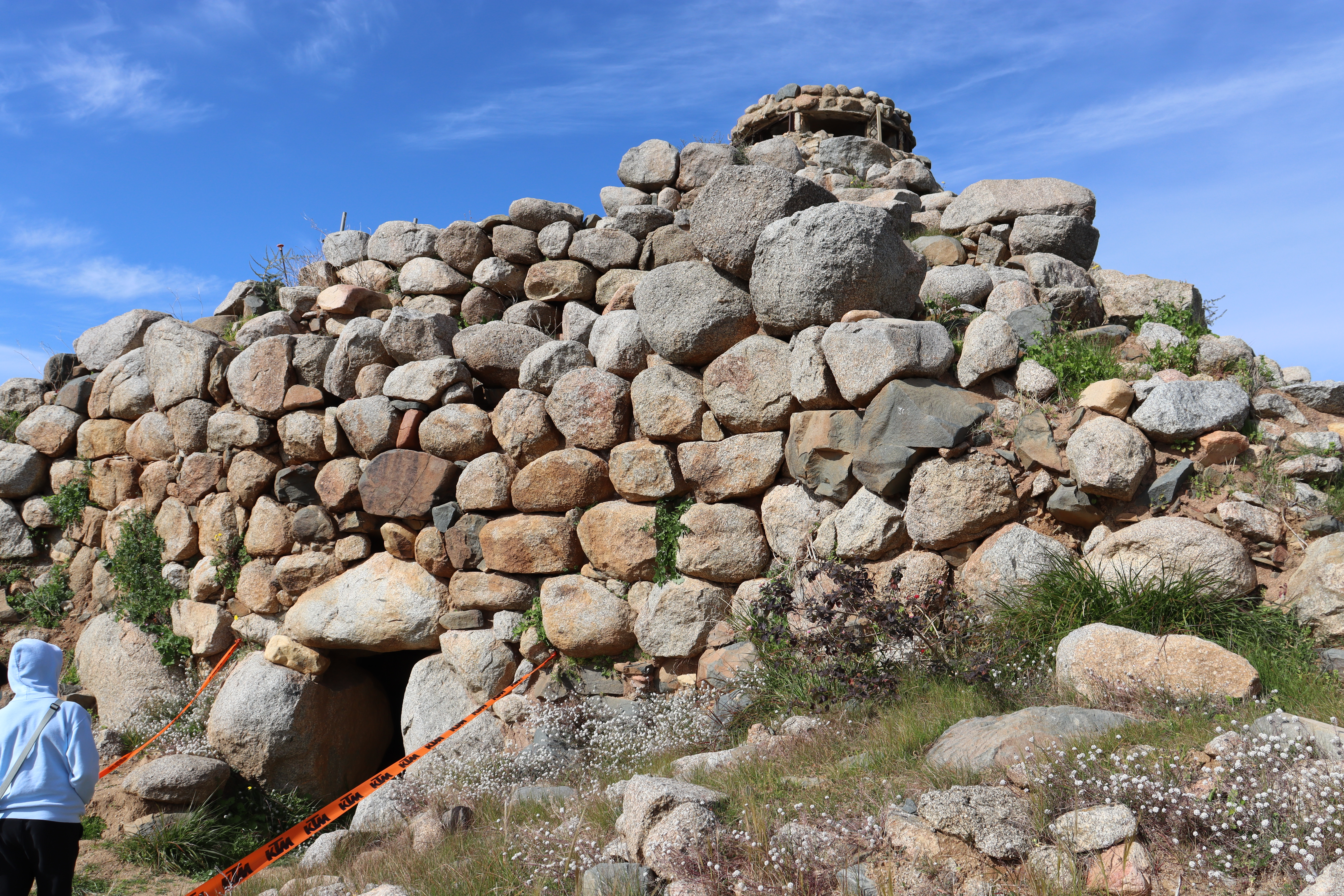
Mur sud surplombant l'entrée
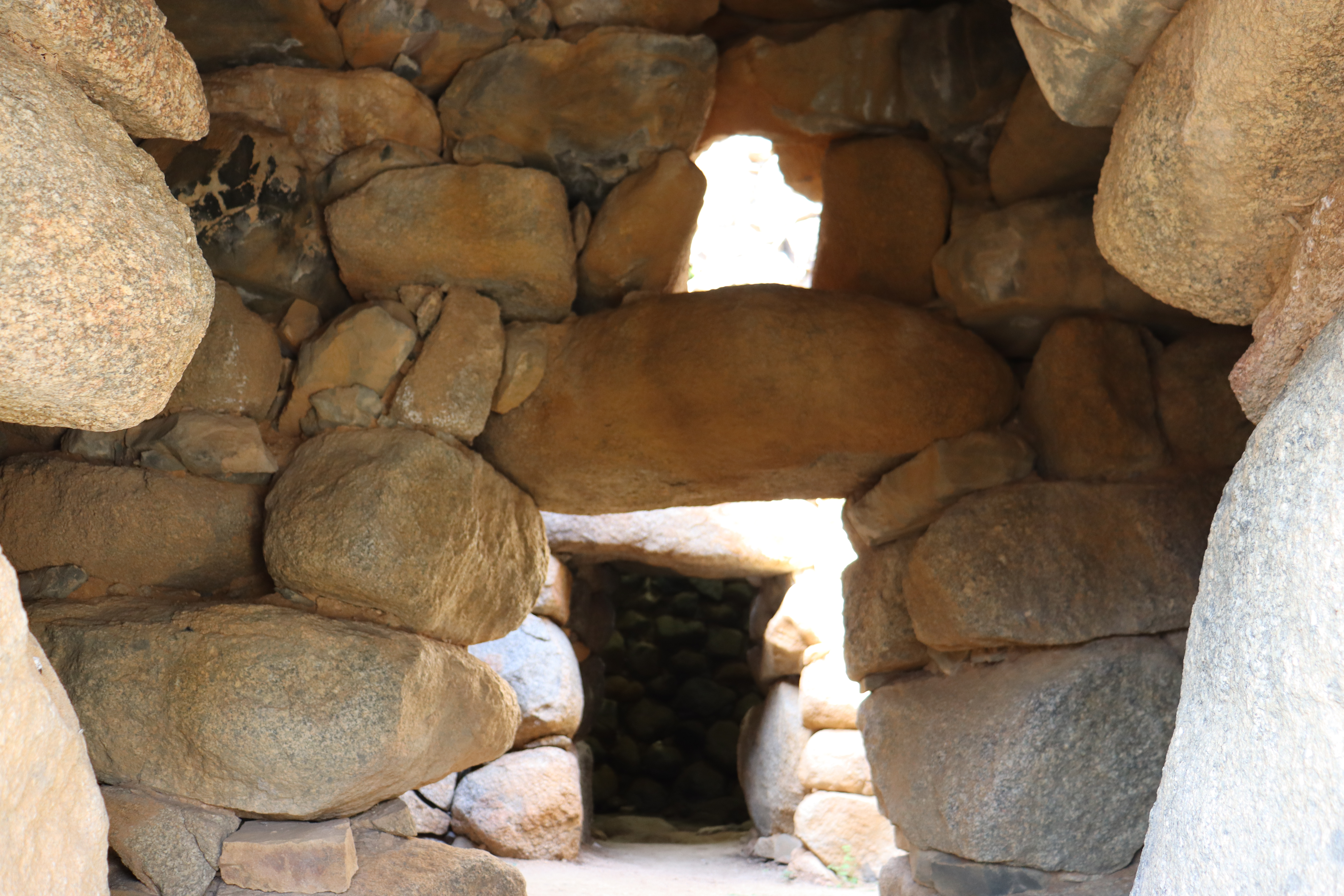
L'entrée avec ses guérites latérales